# اس‌ام یوبی-۱۱۲
اس‌ام یوبی-۱۱۲ (به انگلیسی: SM UB-112) یک زیردریایی بود که طول آن ۵۵٫۳ متر (۱۸۱ فوت) بود. این زیردریایی در سال ۱۹۱۷ ساخته شد.